# Efferia montensis
Efferia montensis är en tvåvingeart som beskrevs av Scarbrough och Perez-gelabert 2009. Efferia montensis ingår i släktet Efferia och familjen rovflugor.
Artens utbredningsområde är Puerto Rico. Inga underarter finns listade i Catalogue of Life.